# Nea Dimata
Nea Dimata (gr. Νέα Δήμματα) – wieś w Republice Cypryjskiej, w dystrykcie Pafos. W 2011 roku liczyła 50 mieszkańców. Przez miejscowość przebiega droga E704.